# Verint Systems
Verint Systems ist ein US-amerikanisches Unternehmen für die Entwicklung und Vertrieb von Hard- und Software für Signals Intelligence. Der Hauptsitz ist Melville in Huntington (New York). Verint beschäftigt 5.200 Angestellte weltweit, war für viele Jahre ein Tochterunternehmen des israelischen Softwareunternehmens Comverse Technology und firmierte unter Comverse Infosys. Denn die Anfänge des Unternehmens liegen in Israel und das Unternehmen pflegt enge Kontakte zum Geheimdienst des Landes, genauer: zur Einheit 8200, dem dortigen NSA-Pendant. Ungefähr die Hälfte der Angestellten von Verint ist in Israel beschäftigt. Verint-Lösungen werden von mehr als 10.000 Organisationen in 150 Ländern angewandt.

## Geschäftstätigkeit
Als Kenneth A. Minihan, in den 1990er-Jahren Direktor der NSA, zum Vorstandsmitglied von Verint ernannt wurde, führte diese zu Spekulationen, dass Verint gemeinschaftlich als NSA-Mossad-Betrieb geführt wurde.
2006 wurde der Gründer und CEO von Verint Jacob „Kobi“ Alexander, ein ehemaliger israelischer Geheimdienstoffizier, in den USA unter anderem wegen Betrugs im Zusammenhang mit elektronischen Daten, wegen Wertschriftenbetrugs und wegen Mailbetrugs angeklagt, stand auf der Most-Wanted-Liste des FBI, floh nach Namibia, wo er für mehrere Jahre gegen Auslieferung an die USA gekämpft hat.
2007 gab ein ehemaliger Kommandeur des Israelischen Aufklärungsdienstes Unit 8200 an, die Technologie des Unternehmens Comverse (Besitzer von Verint) basiere auf der Technik der Unit 8200. 2013 bestätigte Neve Gordon, Professor für Politikwissenschaft an der Ben-Gurion-Universität, in einem Interview mit der Zeit, es gebe einen intensiven Transfer von Wissen und Fachleuten zwischen Geheimdienst und „privatem Sektor“; viele Firmengründer und Angestellte hätten früher bei der Einheit 8200 gearbeitet.
Im Februar 2013 wurde Verint Systems unabhängig von Comverse, das aber nach wie vor Anteile besitzt.
Neben der damals israelischen Narus (seit 2010 eine Tochter US-amerikanischen Rüstungs- und Flugzeugherstellers Boeing) war auch Verint indirekt in den Room-641A-Skandal 2006 und den PRISM- und Überwachungsskandal 2013 verwickelt. Mit von dem Unternehmen entwickelter Technik schöpft die NSA breitbandig die weltweite Internetkommunikation ab. Diese Technologie wurde, von der Regierung Bush finanziert, in Mexiko eingesetzt.

## Nach den Snowden-Leaks
Januar 2014 konnte die Westschweizer Tageszeitung Le Temps enthüllen, dass das Departement Sommaruga, Eidgenössisches Justiz- und Polizeidepartement (EJPD) am 18. Dezember erneut einen Liefervertrag mit Verint für das Überwachungssystem Interception System Schweiz (ISS) des Bundes unterzeichnete, wobei der Bund den Hersteller Verint geheim halten wollte. Dieses ISS, mit dem Schweizer Polizeien die Telefon- und Internet-Kommunikation künftig überwachen wollen, soll 13 Millionen Franken kosten. Unternehmen Verint, wurde in der nachfolgenden Diskussion als dermaßen dubios erachtet, dass Sicherheitspolitiker den Fall sofort thematisieren wollten, so bekundete Jean-Christoph Schwaab: „Wer bei einer Firma wie Verint Geräte bestelle, könne den Schlüssel dazu gerade so gut gleich der NSA übergeben“. Und Guido Rudolphi, ein Zürcher Spezialist für Computer- und Datensicherheit, bestätigt Schwaabs Befürchtungen: „Alle Geräte aus den USA haben sogenannte Backdoors (Hintertüren) eingebaut, durch die Geheimdienste alles ausschnüffeln können.“ Und er betonte, derart verseuchte Hardware könnten auch die besten Fachleute im Nachhinein nicht sicher machen: „Diese Backdoors sind wie elektronische Schläfer – man bemerkt sie bestenfalls, wenn sie von außen aktiviert werden.“